# تاباشكوت (إيبراغن)
تاباشكوت هو دُوَّار يقع بجماعة تامدا نومرسيد، إقليم أزيلال، جهة بني ملال خنيفرة في المملكة المغربية. ينتمي الدوّار لمشيخة إيبراغن التي تضم 3 دواوير. يقدر عدد سكانه بـ 1351 نسمة حسب الإحصاء الرسمي للسكان والسكنى لسنة 2004.

## روابط خارجية
- البوابة الوطنية للجماعات الترابية نسخة محفوظة 12 مارس 2018 على موقع واي باك مشين.
- المندوبية السامية للتخطيط